# NCAA Division I 2019 (pallavolo maschile)
La NCAA Division I 2019 si è svolta dal 25 aprile al 4 maggio 2019: al torneo hanno partecipato 7 squadre di pallavolo universitarie e la vittoria finale è andata per la terza volta, la seconda consecutiva, alla CSU Long Beach.

## Squadre partecipanti
| Club                | Stagione | Città           | Conference           | Qualificazione         |
| ------------------- | -------- | --------------- | -------------------- | ---------------------- |
| Barton              | dettagli | Wilson, NC      | Conference Carolinas | Campione di conference |
| CSU Long Beach      | dettagli | Long Beach, CA  | Big West Conference  | Ranking                |
| Hawaii              | dettagli | Honolulu, HI    | Big West Conference  | Campione di conference |
| Lewis               | dettagli | Romeoville, IL  | MIVA                 | Campione di conference |
| Pepperdine          | dettagli | Malibu, CA      | MPSF                 | Campione di conference |
| Princeton           | dettagli | Princeton, NJ   | EIVA                 | Campione di conference |
| Southern California | dettagli | Los Angeles, CA | MPSF                 | Ranking                |

## Final 7
|  | Primo turno | Primo turno | Primo turno |  |  | Quarti di finale    | Quarti di finale    | Quarti di finale |   |   | Semifinali     | Semifinali | Semifinali |  |  | Finale | Finale | Finale |
|  |             |             |             |  |  |                     |                     |                  |   |   |                |            |            |  |  |        |        |        |
|  |             |             |             |  |  |                     |                     |                  |   |   |                |            |            |  |  |        |        |        |
|  |             |             |             |  |  |                     |                     |                  |   |   |                |            |            |  |  |        |        |        |
|  |             |             |             |  |  |                     |                     |                  |   |   |                |            |            |  |  |        |        |        |
|  |             |             |             |  |  |                     |                     |                  |   | 1 | Hawaii         | 3          |            |  |  |        |        |        |
|  |             |             |             |  |  |                     | Lewis               | Lewis            | 1 |   |                |            |            |  |  |        |        |        |
|  |             |             |             |  |  | Southern California | Southern California | 1                |   |   |                |            |            |  |  |        |        |        |
|  | Barton      | Barton      | 1           |  |  | Lewis               | Lewis               | 3                |   |   |                |            |            |  |  |        |        |        |
|  | Princeton   | Princeton   | 3           |  |  |                     |                     |                  |   |   | 1              | Hawaii     | 1          |  |  |        |        |        |
|  |             |             |             |  |  |                     | 2                   | CSU Long Beach   | 3 |   |                |            |            |  |  |        |        |        |
|  |             |             |             |  |  |                     |                     |                  |   |   |                |            |            |  |  |        |        |        |
|  |             |             |             |  |  |                     |                     |                  |   |   |                |            |            |  |  |        |        |        |
|  |             |             |             |  |  |                     |                     |                  |   | 2 | CSU Long Beach | 3          |            |  |  |        |        |        |
|  |             |             |             |  |  |                     | Pepperdine          | Pepperdine       | 1 |   |                |            |            |  |  |        |        |        |
|  |             |             |             |  |  | Pepperdine          | Pepperdine          | 3                |   |   |                |            |            |  |  |        |        |        |
|  |             |             |             |  |  | Princeton           | Princeton           | 2                |   |   |                |            |            |  |  |        |        |        |
|  |             |             |             |  |  |                     |                     |                  |   |   |                |            |            |  |  |        |        |        |

### Primo turno
| 25 aprile 2019 Wilson Gymnasium, Wilson Durata: h: - Spettatori: 575 | Barton | 1 - 3 | Princeton | 23-25, 21-25, 25-18, 20-25 |

### Quarti di finale
| 30 aprile 2019 Walter Pyramid, Long Beach Durata: h: - Spettatori: 886 | Southern California | 1 - 3 | Lewis     | 25-20, 18-25, 19-25, 23-25       |
| 30 aprile 2019 Walter Pyramid, Long Beach Durata: h: - Spettatori: 977 | Pepperdine          | 3 - 2 | Princeton | 25-23, 19-25, 25-16, 22-25, 15-8 |

### Semifinali
| 2 maggio 2019 Walter Pyramid, Long Beach Durata: h: - Spettatori:       | Hawaii         | 3 - 1 | Lewis      | 25-15, 25-17, 30-32, 25-16 |
| 2 maggio 2019 Walter Pyramid, Long Beach Durata: h: - Spettatori: 3 778 | CSU Long Beach | 3 - 1 | Pepperdine | 25-21, 21-25, 25-16, 25-15 |

### Finale
| 4 maggio 2019 Walter Pyramid, Long Beach Durata: h: - Spettatori: 3 824 | CSU Long Beach | 3 - 1 | Hawaii | 23-25, 25-22, 25-22, 25-23 |

## Premi individuali
| Premio              | Giocatore          | Squadra        |
| ------------------- | ------------------ | -------------- |
| MVP                 | Torey DeFalco      | CSU Long Beach |
| All-Tournament Team | Nicholas Amado     | CSU Long Beach |
| All-Tournament Team | Simon Andersen     | CSU Long Beach |
| All-Tournament Team | Joshua Tuaniga     | CSU Long Beach |
| All-Tournament Team | Colton Cowell      | Hawaii         |
| All-Tournament Team | Joseph Worsley     | Hawaii         |
| All-Tournament Team | Radoslav Parapunov | Hawaii         |